# Blade Runner
Blade Runner è un film del 1982 diretto da Ridley Scott.
È un'opera di fantascienza basata su una sceneggiatura scritta da Hampton Fancher e David Webb Peoples, liberamente ispirata al romanzo Il cacciatore di androidi (Do Androids Dream of Electric Sheep?) di Philip K. Dick del 1968.
In una Los Angeles distopica del 2019, Rick Deckard (Harrison Ford), un ex "blade runner", viene richiamato in servizio per ritirare quattro replicanti fuggiti da una colonia extraterrestre. I replicanti, guidati da Roy Batty (Rutger Hauer), cercano di prolungare la loro breve durata di vita. Durante la sua missione, Deckard si confronta con dilemmi morali sull'umanità delle intelligenze artificiali e si innamora di Rachael (Sean Young), una replicante con ricordi innestati.
Del film sono state realizzate sette versioni differenti, frutto di scelte editoriali talvolta controverse da parte dei vari responsabili. Nel 1992 è stata pubblicata una versione director's cut, successivamente distribuita in formato DVD nel 1997. In occasione del 25º anniversario dell'uscita, nel 2007 Warner Bros. ha pubblicato The Final Cut, edizione digitalmente rimasterizzata e unica versione sulla quale Scott ha esercitato pieno controllo artistico. L'edizione è stata proiettata in un numero limitato di sale cinematografiche e successivamente distribuita nei formati DVD, HD DVD e Blu-ray.
Blade Runner è un film di culto che, nonostante il modesto successo iniziale in Nord America, è stato successivamente riconosciuto per la sua complessità tematica e l'estetica retrofuturista. È ritenuto uno dei massimi esempi del neo-noir e uno dei più apprezzati del genere della fantascienza. Dal 1993 è conservato nel National Film Registry.
Il film ha avuto un sequel nel 2017, Blade Runner 2049, diretto da Denis Villeneuve.

## Trama
La trama riportata è riferita alle versioni Director's cut del 1992 e Final Cut del 2007, entrambe avallate da Ridley Scott. Nella versione originale del 1982 era presente la voce narrante fuori campo di Harrison Ford, eliminata in quelle successive, che presentano anche l'aggiunta di alcune sequenze e un diverso finale.
In una Los Angeles distopica dell'anno 2019, la tecnologia ha permesso la creazione di androidi sintetici del tutto simili agli esseri umani, detti "replicanti", utilizzati per svolgere i lavori più umili e faticosi, dotati di capacità intellettuali e forza fisica superiori agli uomini, ma con una longevità limitata a quattro anni.
Sei replicanti del modello più evoluto (tre femmine e tre maschi), capitanati da Roy Batty, sono fuggiti dalle colonie extramondo, dove lavoravano, e, giunti furtivamente a Los Angeles, hanno cercato di introdursi nella Tyrell Corporation, l'azienda dove erano stati creati, allo scopo di far togliere il limite di durata delle loro vite. Due di loro (un maschio e una femmina) sono finiti in un campo elettrico rimanendo folgorati, mentre Roy Batty e gli altri tre sono fuggiti. Uno di loro, Leon, è stato individuato tra i candidati in cerca di lavoro alla Tyrell, ma è riuscito a scappare sparando all'agente Holden, che lo stava sottoponendo a un test per il riconoscimento dei replicanti.
Il cacciatore di taglie Rick Deckard, già agente dell'unità speciale Blade Runner, viene forzatamente richiamato in servizio dal capitano Bryant per "ritirare", ossia uccidere, i quattro replicanti. Deckard, accompagnato nei suoi spostamenti dal collega Gaff, con cui non è in buoni rapporti, si reca nell'ufficio del fondatore della Tyrell per eseguire il test su un replicante modello Nexus 6 ed è invitato a farlo sulla segretaria Rachael, che si rivela essere non umana: anch'essa è un replicante prodotto dalla Tyrell, ma lei stessa ignora per prima questo fatto.
Deckard ispeziona l'appartamento di Leon, trovandovi una squama e una serie di fotografie. Nel frattempo Leon e Roy Batty visitano Hannibal Chew, un progettista genetico di occhi che lavora per la Tyrell Corporation e che, minacciato, suggerisce loro di rivolgersi a J. F. Sebastian, genetista e amico del dottor Eldon Tyrell, fondatore e direttore dell'azienda.
Tornando a casa, Deckard viene raggiunto da Rachael che vuole sapere se è una replicante o un'umana. Deckard le rivela la verità e, di fronte ai suoi dubbi, le racconta i suoi presunti ricordi d'infanzia dimostrandole che in realtà le sono stati innestati artificialmente nella mente. Rachael, disperata, fugge. Nel frattempo la replicante Pris, compagna di Roy Batty, ottiene la fiducia di J. F. Sebastian e l'ospitalità nel suo appartamento.
Deckard sogna a occhi aperti un unicorno. Risvegliatosi, esamina una delle foto trovate e riesce a capire che la squama trovata è da ricondurre alla replicante Zhora Salome. Indagando scopre che si tratta di una squama di serpente artificiale, utilizzato in uno spettacolo da Zhora in veste di spogliarellista. Deckard si reca nel locale dove lavora Zhora, e con una scusa la segue nel camerino. Zhora capisce le sue intenzioni e fugge per strada, ma Deckard la raggiunge e riesce a spararle, uccidendola.
Bryant informa Deckard che dovrà ritirare anche Rachael, che è scomparsa dalla Tyrell. Quando Bryant e Gaff si allontanano, Deckard vede Rachael e cerca di raggiungerla, ma viene affrontato da Leon, che ha assistito all'uccisione di Zhora e cerca di ucciderlo: dopo una brutale lotta, sembra che Deckard stia per essere sopraffatto, ma inaspettatamente Rachael arriva e interviene in tempo, uccidendo Leon con la pistola di Deckard. Deckard decide di risparmiare Rachael, nascondendola a casa sua, dove i due s'innamorano.
Roy Batty, raggiunta Pris, la informa che sono rimasti vivi solo loro due. Insieme, convincono J. F. Sebastian ad accompagnare Roy Batty dal dottor Tyrell per chiedergli se esiste un modo per ritardare la loro imminente "data di termine". Tyrell dice che non è possibile e per tutta risposta Roy Batty uccide sia il dottor Tyrell, cavandogli gli occhi con i pollici, sia J. F. Sebastian.
Deckard, informato del duplice omicidio, si reca nell'appartamento di J. F. Sebastian, pensando di trovarvi i due replicanti rimasti. Al suo arrivo viene attaccato da Pris, ma riesce a sopraffarla sparandole. Poco dopo giunge Roy Batty che, vedendo Pris priva di vita, decide di dedicare i suoi ultimi istanti di vita alla vendetta. Nel tentativo di sfuggire a Roy, Deckard salta da un tetto a un altro finendo aggrappato a una trave, sospeso nel vuoto. Quando Roy lo raggiunge, invece di ucciderlo, lo trae in salvo. Dopo un breve monologo («Io ne ho viste cose...»), Roy Batty muore di fronte all'impietrito Deckard.
(Le ultime parole di Roy Batty)
Poco dopo arriva Gaff che si complimenta con Deckard per il lavoro svolto, aggiungendo prima di andare via «Peccato però che lei non vivrà! Sempre che questo sia vivere...», riferendosi a Rachael. Deckard corre a casa per salvare Rachael, e mentre fuggono dall'appartamento, Rachael urta con il tacco della scarpa un piccolo origami per terra, a forma di unicorno, ultimo di una serie di origami che Gaff aveva creato, mostrando che il collega di Deckard era già stato lì e insinuando il dubbio che anche lo stesso Deckard sia un replicante con ricordi innestati.

## Produzione

### Ideazione e sceneggiatura
L'industria del cinema si interessò all'adattamento del romanzo di Philip K. Dick Il cacciatore di androidi (Do Androids Dream of Electric Sheep?) già dal momento della sua pubblicazione nel 1968. Il regista Martin Scorsese era interessato a filmare un adattamento dell'opera, ma non ne acquisì mai i diritti. Il produttore Herb Jaffe acquisì invece i diritti all'inizio degli anni 1970, ma la sceneggiatura scritta da suo figlio Robert dispiacque fortemente a Dick:
(Philp K. Dick)

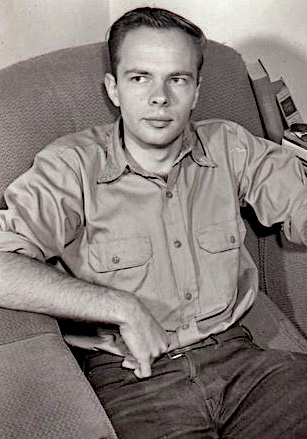
Lo scrittore Philip K. Dick, autore del libro Il cacciatore di androidi da cui è stato tratto Blade Runner

Nel 1977 seguì la sceneggiatura dell'attore Hampton Fancher. Egli scrisse una prima bozza per un film a basso budget, denominato Mechanismo. Lo script prevedeva che il film fosse ricco di dialoghi, quasi interamente ambientato in interni e che alla fine Rachael si suicidasse. A Dick non piacque molto perché il suo romanzo veniva svuotato dei suoi più profondi significati esistenziali e suggerì di introdurre una voce narrante fuori campo. Fancher sottopose il suo lavoro al parere di Michael Deeley, il quale si interessò alla bozza e contattò Ridley Scott come possibile regista. Scott inizialmente rifiutò la proposta perché impegnato con la pre-produzione di Dune ma, esasperato dalla lentezza del progetto e desideroso di lavorare a una produzione più dinamica per distrarre la mente dalla recente scomparsa del fratello maggiore, si svincolò dall'impegno precedente.
Il 21 febbraio 1980 Scott aderì al progetto di quello che allora era chiamato con il titolo di lavoro Dangerous Days, a condizione di poter effettuare delle modifiche alla sceneggiatura di Fancher, fortemente incentrata su questioni ecologiche. Il regista cominciò quindi a immaginare un film noir con un'ambientazione urbana. Egli scelse inoltre il termine "replicante" perché la parola "androide", utilizzata nel libro, era inflazionata agli inizi degli anni 1980. Similmente al romanzo, i droidi dovevano inizialmente essere composti anche da parti metalliche che ne rivelavano, al momento della morte, la loro natura non umana. Il regista riuscì inoltre a ottenere un innalzamento del finanziamento di Filmways da 13 a 15 milioni di dollari. Il progetto venne ribattezzato Blade Runner, nome apprezzato da Scott e derivato dal romanzo Medicorriere (The Bladerunner) di Alan E. Nourse del 1974. Successivamente venne coinvolto David Webb Peoples per riscrivere il soggetto. Nella versione di Fancher, Roy Batty veniva ucciso, mentre Peoples lo fece morire di "vecchiaia" e scrisse il famoso monologo «Io ne ho viste cose...». L'attore Rutger Hauer modificò poi il monologo introducendo la parte sulle lacrime nella pioggia e contribuì a scrivere molte delle battute del suo personaggio. Insoddisfatto dalle modifiche effettuate allo script Fancher abbandonò il progetto il 21 dicembre 1980, sebbene in seguito fosse ritornato per contribuire a delle riscritture supplementari.

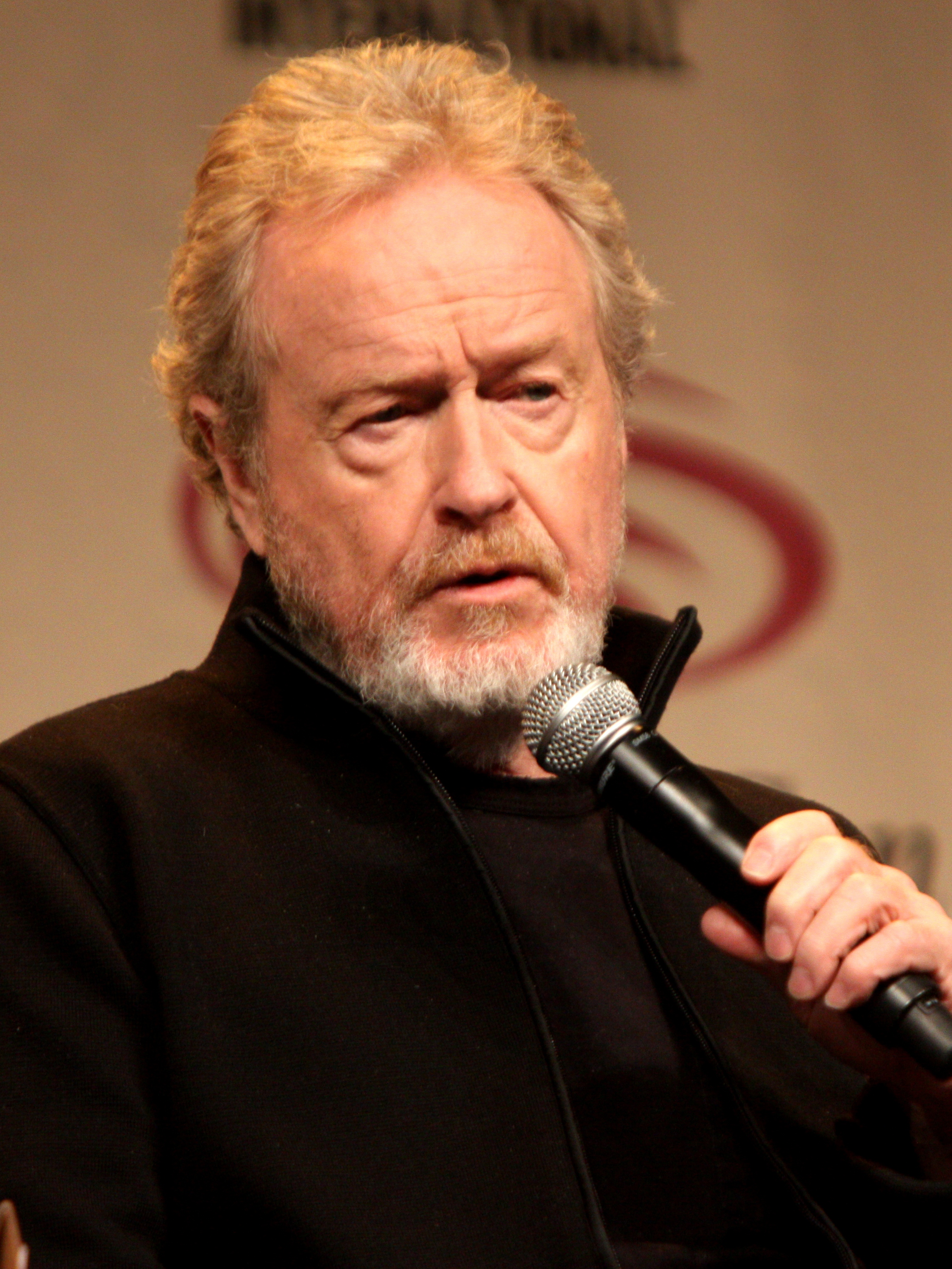
Il regista Ridley Scott

Con più di 2,5 milioni di dollari investiti nella pre-produzione, la Filmways fece improvvisamente marcia indietro con la copertura finanziaria a causa di difficoltà economiche, e abbandonò l'impresa a ridosso della data d'inizio delle riprese. Nel giro di dieci giorni Deeley riuscì ad assicurare un finanziamento di 21,5 milioni di dollari attraverso un accordo a tre tra The Ladd Company (tramite la Warner Bros.), il produttore di Hong Kong, Sir Run Run Shaw e la Tandem Productions. Dick si preoccupò che nessuno lo avesse informato della produzione del film, il che non fece che aumentare la sua sfiducia nei confronti di Hollywood. Dopo che lo scrittore ebbe criticato una prima versione della sceneggiatura di Hampton Fancher in un articolo per la rivista Select TV Guide, lo studio inviò a Dick la riscrittura di David Peoples. L'autore fu compiaciuto della sceneggiatura riscritta e di un provino degli effetti speciali di una ventina di minuti che fu preparata per lui quando fu invitato allo studio. Dopo la visione del filmato, Dick rivelò entusiasta a Scott che il mondo creato per il film assomigliava esattamente a quello che lui aveva immaginato. Dick però non vide mai la versione finale del film, in quanto venne a mancare il 2 marzo 1982, appena dopo l'ultimazione della pellicola; proprio per questo motivo il film è dedicato a lui.

#### Ambientazione
La vicenda si svolge a Los Angeles nel novembre del 2019, quindi in un lontano futuro rispetto al 1982 in cui venne realizzata la pellicola. Il pianeta Terra, a causa dell'inquinamento e del sovraffollamento, è diventato invivibile e chi può si trasferisce nelle colonie extramondo, mentre sulla Terra rimangono coloro che sono stati scartati, perché malati, alla visita medica preliminare al trasferimento nello spazio (come J. F. Sebastian, affetto da invecchiamento precoce), o coloro che non possono permettersi il viaggio. La vita animale e vegetale è pressoché scomparsa: quasi tutti gli animali e le piante in circolazione sono sintetici ed è proibito uccidere quei pochi reali che sono sopravvissuti.
La città è perennemente avvolta dalla nebbia prodotta dall'inquinamento, che offusca il Sole e produce una pioggia continua. Le strade, rese luride dalla pioggia, sono piene di veicoli e di persone di ogni etnia, anche se è nettamente predominante la componente asiatica. In città si parla il Cityspeak, uno slang plurilinguistico e multietnico.
I moderni grattacieli e le industrie sorgono accanto ai palazzi più antichi, per lo più fatiscenti e adattati alle "nuove tecnologie" facendo passare le tubazioni sulle facciate esterne. L'oggettiva assenza totale di elementi che possano essere definiti "belli" contribuisce a trasmettere allo spettatore la sensazione di claustrofobia.

#### I replicanti
I replicanti sono androidi organici creati dalla società Tyrell Corporation con avanzate tecniche di ingegneria genetica. I replicanti protagonisti del film appartengono alla serie Nexus 6; sono stati progettati per essere il più possibile simili agli umani (lo slogan della Tyrell è "più umano dell'umano"), sono superiori all'uomo in quanto a capacità fisiche e hanno un'intelligenza pari a quella degli ingegneri genetici che li hanno creati. Gli ingegneri della Tyrell ipotizzarono che i Nexus 6 potessero nel tempo sviluppare emozioni proprie (rabbia, amore, paura, sospetto, ecc.) e per questo li dotarono di una vita limitata, della durata di circa quattro anni. Per garantire una maggiore stabilità mentale, ai replicanti venivano innestati artificialmente dei ricordi di infanzia, relativi a situazioni che ovviamente non avevano mai vissuto.
I replicanti sono impiegati principalmente nelle colonie extramondo sia per svolgere i lavori più faticosi e pericolosi e come "articolo di piacere" per i soldati di stanza nelle colonie militari. In seguito a una rivolta, i replicanti furono banditi dalla Terra e fu assegnato alla squadra speciale Blade Runner il compito di "ritirare", cioè eliminare fisicamente, i replicanti rimasti sul pianeta.
Per comprendere se un soggetto è umano o è un replicante, lo si sottopone a un test denominato "Voight-Kampff". Esso consiste in un interrogatorio condotto con un oculare puntato sull'occhio, in cui vengono poste domande pensate per suscitare forti reazioni emotive; in questo modo i replicanti tradiscono la loro natura con improvvise dilatazioni e contrazioni della pupilla, essendo incapaci di controllare le emozioni in quanto privi di esperienze di vita vissuta, che invece caratterizzano ogni essere umano. Per la riuscita del test, inoltre, sono fondamentali i tempi di reazione alle domande.
Nello svolgimento della trama, alcuni indizi suggeriscono che anche Deckard sia un replicante; tale interpretazione, molto dibattuta tra i fan, fu confermata da Ridley Scott nel 2000, quando dichiarò che «anche Ford era un replicante». Tra gli indizi più significativi c'è quello relativo al fatto che, dopo che Deckard ha sognato un unicorno, Gaff realizza un origami con le fattezze dell'animale mitologico: ciò mostra come tale immagine non sia un prodotto della mente di Deckard ma il risultato di un innesto artificiale.

### Cast
Il casting del film si rivelò problematico, specialmente per il ruolo di Rick Deckard. Lo sceneggiatore Hampton Fancher s'immaginava Robert Mitchum nel ruolo di Deckard e scrisse i dialoghi del personaggio con lui in mente. Il regista Ridley Scott e i produttori passarono mesi in riunioni e discussioni con Dustin Hoffman, il quale infine se ne andò a causa di punti di vista divergenti sul personaggio. Furono presi in considerazione numerosi altri attori per il ruolo principale, tra cui Gene Hackman, Sean Connery, Jack Nicholson, Paul Newman, Clint Eastwood, Tommy Lee Jones, Arnold Schwarzenegger, Al Pacino e Burt Reynolds. Fu infine scelto Harrison Ford a causa di numerosi fattori, tra cui la sua parte nei film di Guerre stellari, il suo interesse per la storia di Blade Runner e le discussioni con Steven Spielberg, che all'epoca stava completando I predatori dell'arca perduta e aveva elogiato molto il lavoro svolto dall'attore nel film. Dopo i successi dei suoi film precedenti Ford era alla ricerca di un ruolo più drammatico.

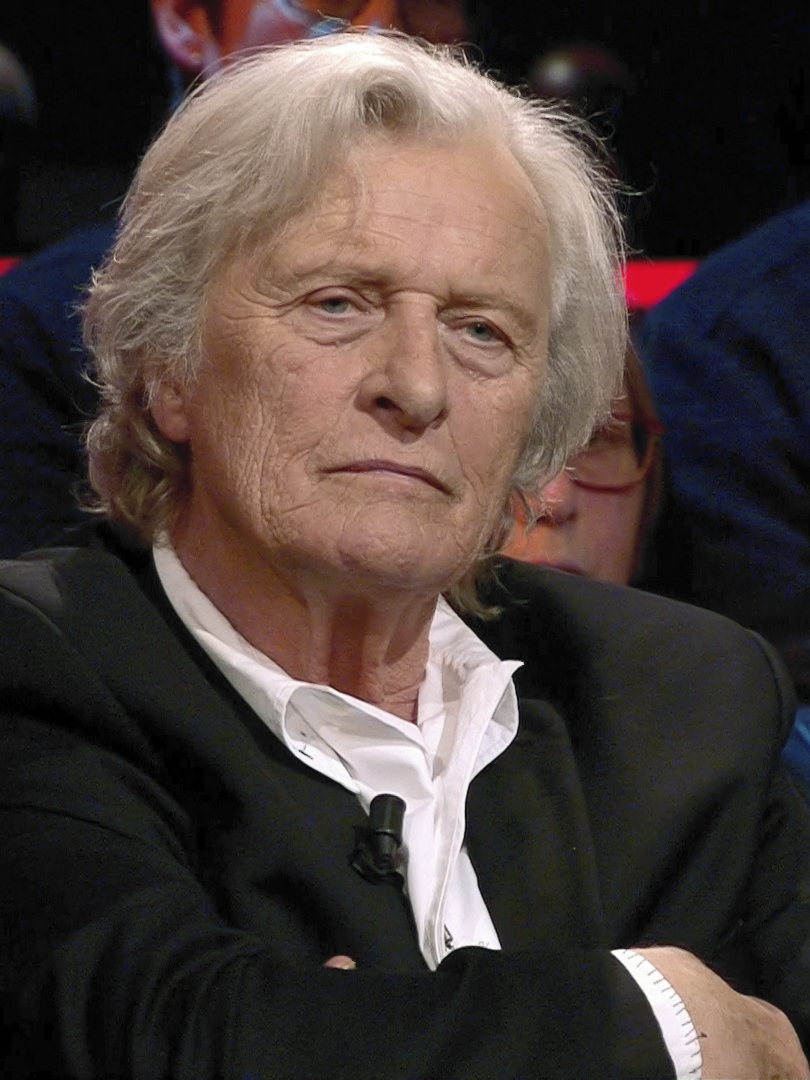
L'attore Rutger Hauer, interprete del replicante Roy Batty

Nel 1992 Ford ammise che «Blade Runner non è uno dei miei film preferiti. Non mi sono trovato con Ridley». Nel 2006 a Scott fu chiesto chi fosse stata la maggior spina nel fianco con cui avesse mai lavorato. Egli rispose che era stato Ford: «Quando abbiamo lavorato insieme era il mio primo film ed ero l'ultimo arrivato. Ma abbiamo fatto un buon film». Ford dichiarò nel 2000 che lui e Scott avevano avuto un approccio negativo, ormai superato, e ammise di essere un ammiratore del lavoro del regista. Nel 2006 Ford, facendo una riflessione sulla produzione del film, disse: «Ciò che ricordo più di ogni altra cosa quando vedo Blade Runner non sono le 50 notti di riprese sotto la pioggia, ma la voce fuori campo [...] Ero ancora obbligato a lavorare per quei pagliacci che continuavano a inserire una brutta voce fuori campo dopo l'altra».
Molto più semplice si dimostrò invece la scelta dell'attore olandese Rutger Hauer nel ruolo di Roy Batty, il leader dei replicanti. Scott lo scritturò senza averlo mai incontrato prima e basandosi solamente sulle sue performance in tre film di Paul Verhoeven: Keetje Tippel, Soldato d'Orange e Fiore di carne. Philip K. Dick stesso approvò la scelta, descrivendo Hauer come «il perfetto Roy Batty. Freddo, ariano e senza difetti». Dei molti film girati da Hauer Blade Runner rimase il suo preferito. Come ha avuto modo di affermare nel 2001: «Blade Runner non ha bisogno di spiegazioni. Semplicemente [è]. [...] Non esiste niente di simile. Essere parte di un vero capolavoro che ha cambiato il modo di pensare del mondo. È magnifico».
Molte attrici poco conosciute si presentarono ai provini per i ruoli di Rachael e di Pris. Dopo una serie di audizioni in cui Morgan Paull interpretava il ruolo di Deckard, venne scelta Sean Young come volto di Rachael. Paull fu scritturato come Holden, il bounty killer collega di Deckard, sulla base dei risultati convincenti delle sue interpretazioni durante i provini. Daryl Hannah superò invece la concorrenza di Stacey Nelkin e Monique van de Ven per l'interpretazione del personaggio di Pris. Nelkin si vide comunque assegnare il ruolo di Mary, la quinta replicante. Tuttavia, a causa di un lungo sciopero degli sceneggiatori di Hollywood, le scene in cui doveva comparire Mary non furono sviluppate e si decise di eliminare il personaggio. Joanna Cassidy fu scelta per il ruolo di Zhora anche perché riusciva a sentirsi a suo agio con un serpente intorno al collo. Infatti il pitone birmano che si vede nella scena all'interno del camerino era il suo animale domestico. Edward James Olmos interpreta Gaff. Olmos utilizzò il suo variegato background etnico e una serie di ricerche personali per creare il Cityspeak, la lingua fittizia che gli abitanti di Los Angeles utilizzano nel film e parzialmente ispirata all'ungherese. Joe Turkel presta il volto al dottor Eldon Tyrell, un magnate che ha costruito un impero commerciale sfruttando la produzione di androidi geneticamente modificati. William Sanderson fu scelto per il ruolo di J. F. Sebastian, un uomo geniale che prova compassione per i replicanti ma afflitto da una grave malattia, dopo che per la parte venne preso in considerazione anche Joe Pantoliano.

### Riprese

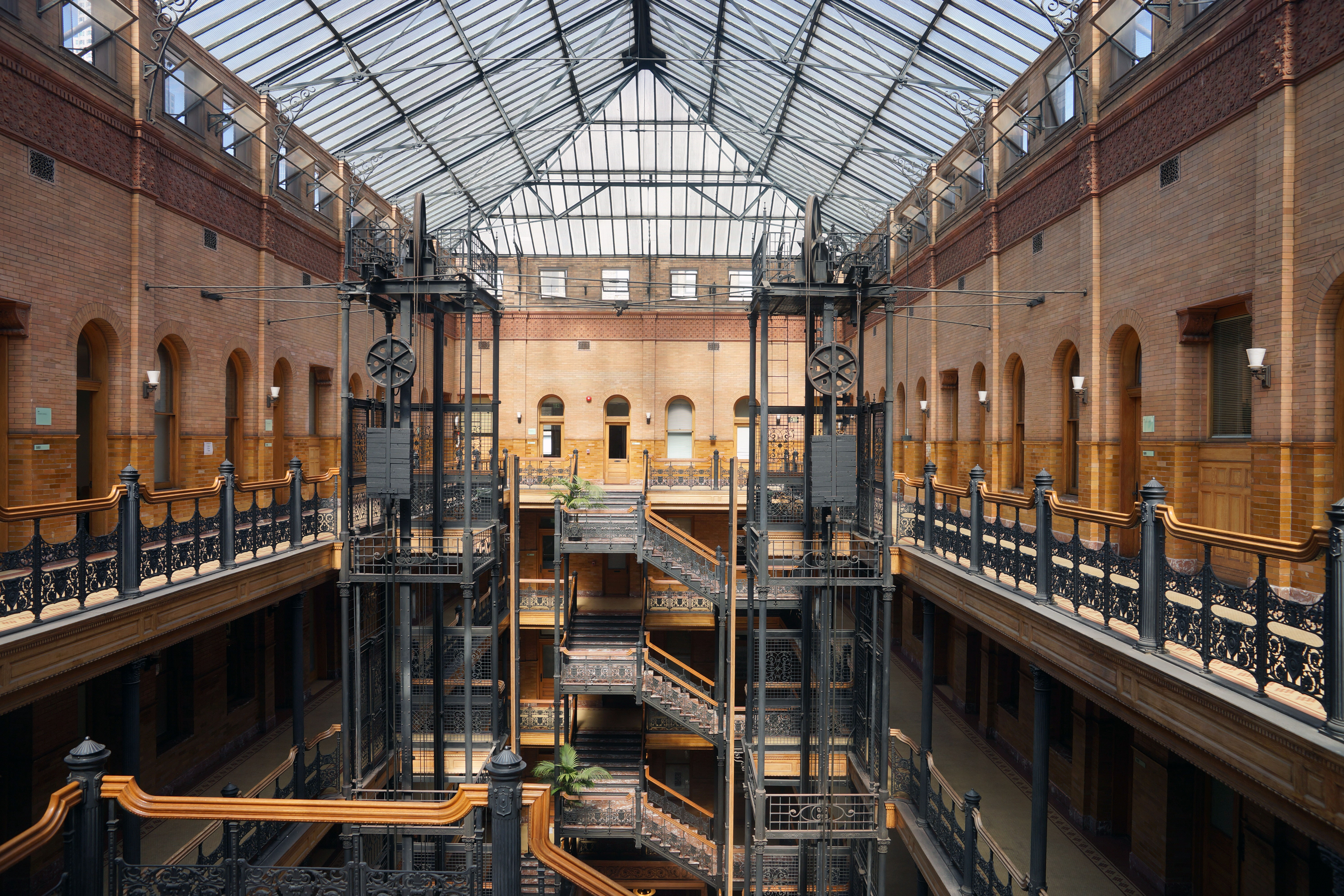
L'atrio del Bradbury Hotel di Los Angeles, utilizzato come location per l'appartamento di J. F. Sebastian

Le riprese di Blade Runner iniziarono il 9 marzo 1981 e durarono quattro mesi. Si svolsero negli studi di Burbank, dove vennero ricreate le strade di una Los Angeles futuristica. Come location ulteriori vennero utilizzati il Bradbury Building, per l'appartamento di J. F. Sebastian, e la Union Station di Los Angeles, trasformata nell'interno del palazzo di polizia. L'ufficio del capitano Bryant, costruito appositamente per il film, è stato utilizzato per decenni fino a oggi come ufficio della stazione ferroviaria. L'interno dell'appartamento di Deckard è ispirato alla Ennis House costruita dall'architetto Frank Lloyd Wright, in particolare nei blocchi di cemento che compongono le pareti.
Durante le riprese Scott ebbe numerose frizioni con Harrison Ford. L'attore lamentava una mancanza d'attenzione e di indicazioni su come caratterizzare il suo personaggio, mentre Scott pensava che Ford fosse abbastanza professionalmente preparato da non avere bisogno di suggerimenti e preferì dedicarsi alle attrici Sean Young e Daryl Hannah, al loro primo ruolo importante. Le condizioni ambientali delle riprese, spesso di notte e sotto una pioggia artificiale, non aiutarono a risollevare l'umore di Ford, che conserva un cattivo ricordo della lavorazione del film.
Per alcune scene vennero impiegate delle controfigure; ad esempio quando Zhora si schianta contro alcune vetrine mentre Deckard le spara, o quando Pris attacca Deckard eseguendo capriole e salti mortali. Per quest'ultima scena era stata ingaggiata come controfigura una ginnasta professionista, ma Scott le fece rigirare talmente tante volte la scena da renderla esausta. La sequenza finale che si vede nel film è stata girata quindi con un ginnasta uomo. In una delle scene finali, quando Deckard e Batty saltano da un tetto all'altro, Ford è sostituito da una controfigura, mentre fu lo stesso Rutger Hauer a eseguire il salto, reso meno rischioso modificando la scenografia, avvicinando cioè i due palazzi montati su sostegni mobili.

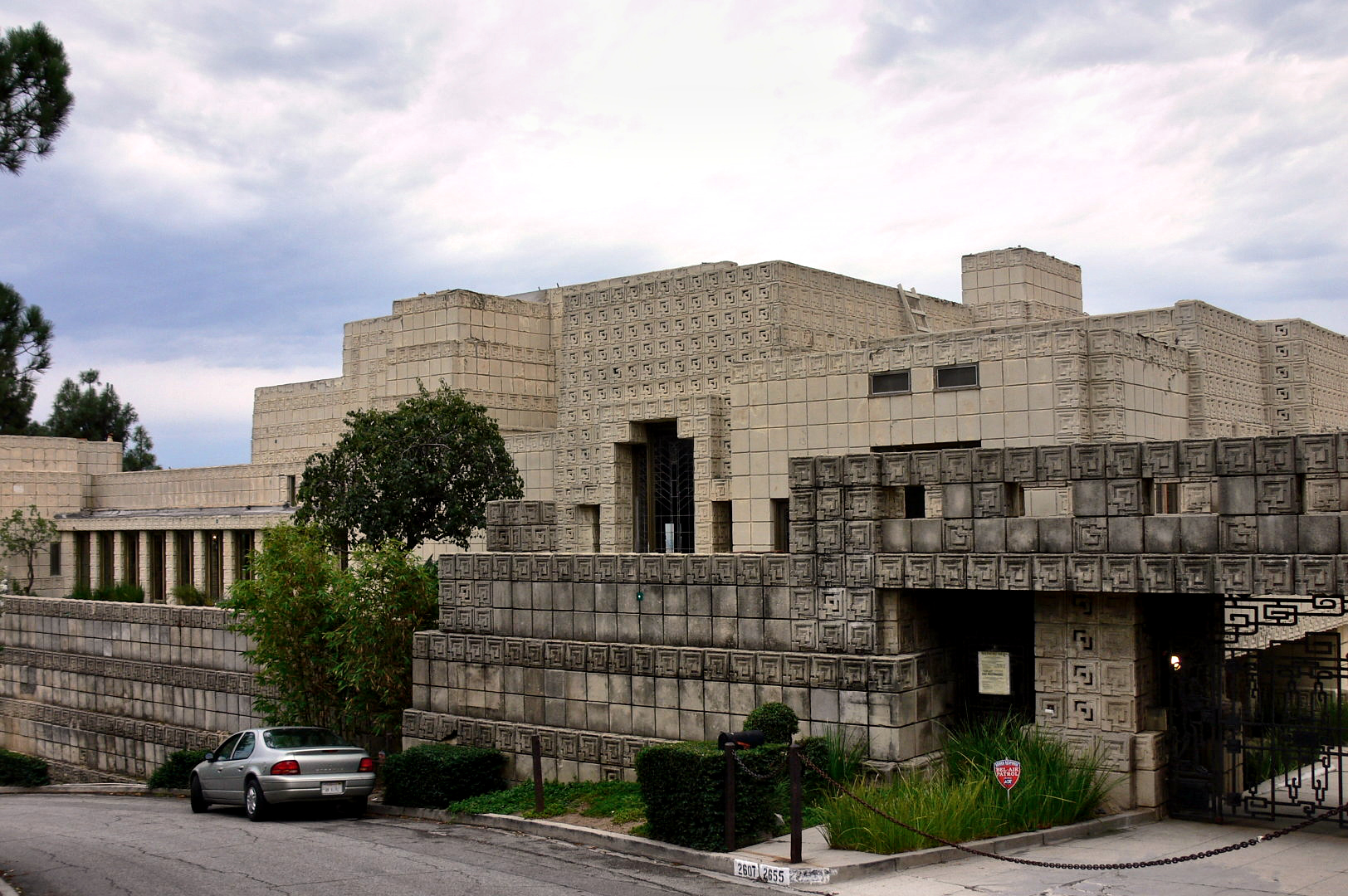
La Ennis House di Frank Lloyd Wright, il cui design ha ispirato gli interni dell'appartamento di Deckard

Scott incontrò delle difficoltà anche con il team di produzione, essenzialmente statunitense, che non era abituato ai suoi metodi di lavoro e alla sua tendenza a supervisionare totalmente la direzione artistica. Svariati membri della squadra diedero le dimissioni durante il periodo di riprese. La tensione raggiunse il suo apice quando Scott dichiarò in un'intervista per un giornale britannico che avrebbe preferito lavorare con un team inglese. In segno di protesta il personale del film preparò delle magliette con scritto Yes Gouv, My Ass! (lett. "Sì Governatore, col cavolo!") e le indossò durante il lavoro. Informato del piano, Scott arrivò lo stesso giorno con un cappello da ammiraglio britannico con scritto Gouv, oltre a una maglietta con la scritta Xenophobia Sucks (lett. "La xenofobia fa schifo"). Questo gesto d'ironia contribuì ad allentare la tensione generale.
Il perfezionismo di Scott gli causò inoltre dei problemi con la produzione, preoccupata del ritardo accumulato dal film. Le riprese si conclusero in modo affrettato, perché i responsabili avevano fissato una data limite, al di là della quale avrebbero ritirato i propri fondi. L'ultimo giorno di riprese si svolse quindi sotto una grande pressione.
Il monologo finale di Roy Batty fu l'ultima scena a essere girata. In origine era pensato essere più lungo e le ultime due frasi non erano presenti. Fu Hauer a persuadere Scott a tagliare la parte iniziale, considerando che un personaggio in punto di morte non avrebbe avuto il tempo di fare un lungo discorso; improvvisò inoltre il finale del monologo.

### Scenografia
(Ridley Scott)

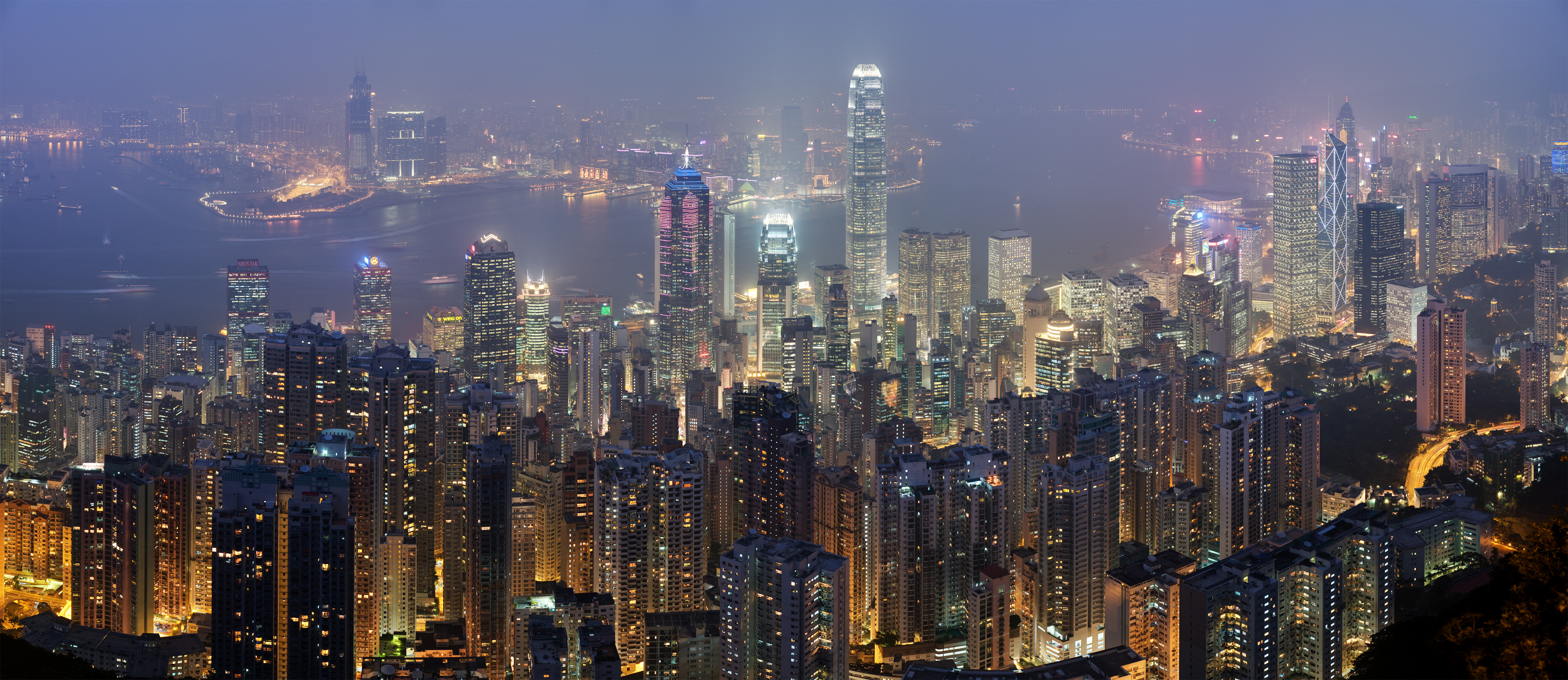
Lo skyline di Hong Kong servì da ispirazione per l'aspetto della Los Angeles del 2019

Scott citò la rivista francese di fumetto di fantascienza Métal Hurlant, a cui contribuiva tra gli altri l'artista Moebius, e il dipinto Nighthawks di Edward Hopper, come fonti stilistiche per l'atmosfera retrofuturista del film. Scott affermò in seguito: «agitavo costantemente sotto il naso del team di produzione una riproduzione del dipinto per illustrare l'aspetto e l'atmosfera che ricercavo». Il regista s'ispirò inoltre al panorama di «Hong Kong in una giornata particolarmente brutta» e al paesaggio industriale della sua città natale, South Shields, nell'Inghilterra nord-orientale. Come concept artist venne scritturato Syd Mead, anch'esso profondamente influenzato da Métal Hurlant. A Moebius fu offerta l'opportunità di assistere nella fase di pre-produzione, ma egli rifiutò per poter lavorare a un altro progetto, una decisione di cui in seguito si pentì. Blade Runner presenta inoltre numerose e marcate somiglianze con Metropolis di Fritz Lang, tra cui un ambiente urbano sviluppato in verticale, con torri immense, traffico intenso, schermi di segnalazione e la contrapposizione tra i dirigenti, che vivono in appartamenti elevati e il resto della popolazione, ammassata in quartieri poveri e inquinati: il supervisore agli effetti speciali David Dryer utilizzò dei fotogrammi tratti da Metropolis per allineare le riprese delle miniature degli edifici in Blade Runner. La critica d'arte osservò infine un debito inconscio verso l'opera futurista di Antonio Sant'Elia, già ispiratrice indiretta per le atmosfere di Metropolis.

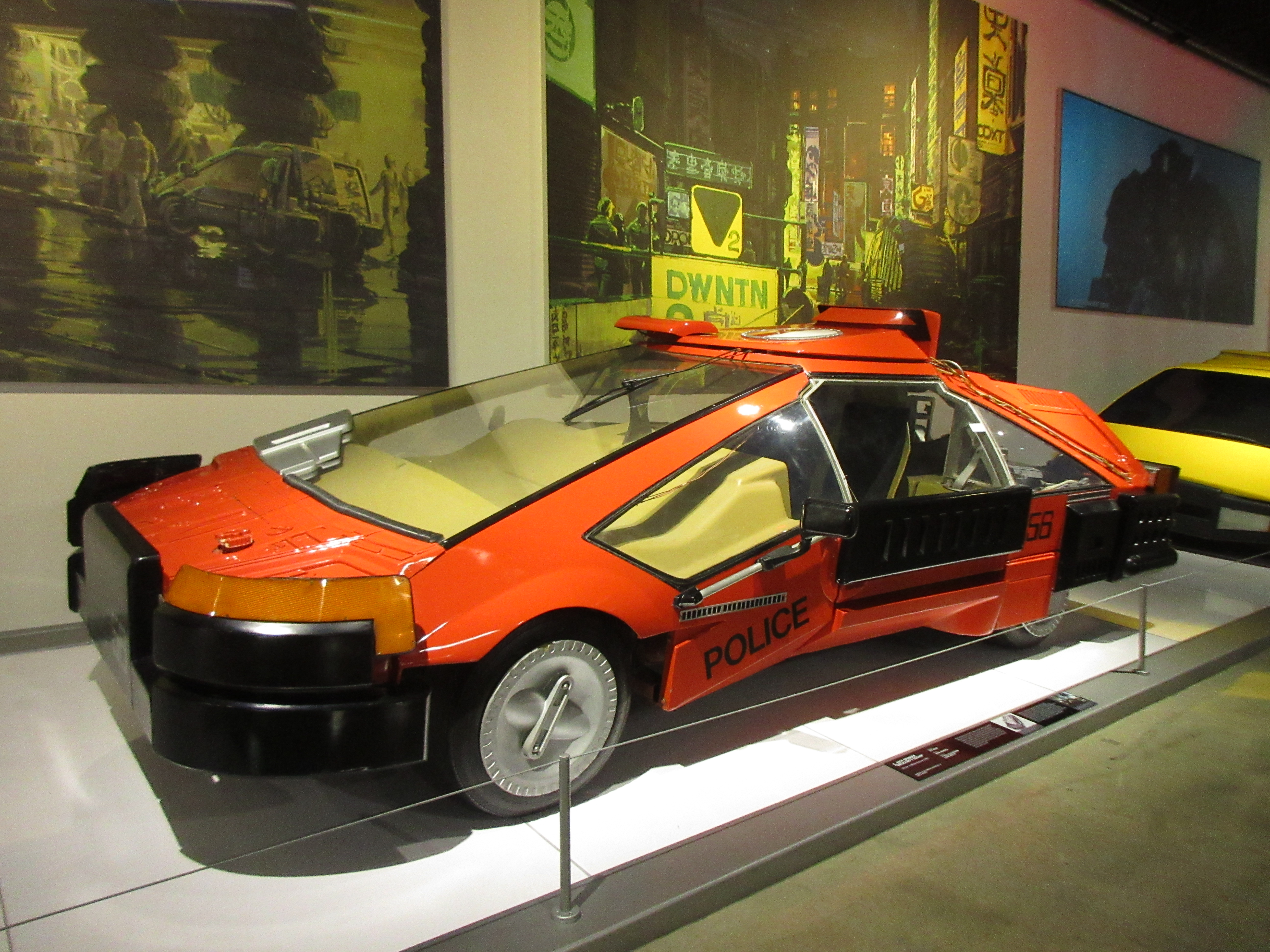
Lo spinner usato da Deckard nel film, qui esposto nel 2019 al Petersen Automotive Museum

Lawrence G. Paull, in qualità di scenografo e David Snyder, come direttore artistico, realizzarono gli schizzi di Scott e Mead. Douglas Trumbull, già impiegato in film come 2001: Odissea nello spazio e Incontri ravvicinati del terzo tipo, e Richard Yuricich supervisionarono gli effetti speciali della pellicola. Scott e Trumbull si conoscevano da anni ma non avevano mai avuto occasione di collaborare prima. Il regista gli affidò il compito di elaborare le miniature per la panoramica del paesaggio industriale e per la piramide della Tyrell Corporation, viste a inizio film, oltre alla riproduzione a grandezza naturale della cabina di pilotaggio delle navi che sorvolano la città. Blade Runner è uno degli ultimi film di fantascienza che non utilizza effetti speciali creati al computer. La scena iniziale, in cui si vede una panoramica della città, è in realtà la ripresa di un modellino a prospettiva forzata profondo solo 4,5 metri e formato da sagome di palazzi riprodotti in serie. Le esplosioni di gas sono vere: vennero registrate e poi proiettate sul modellino una alla volta, cosicché la scena iniziale è in realtà la sovrapposizione di molte riprese. Le riprese esterne vennero modificate in post-produzione con la tecnica della pittura dei mascherini. Anche le scene girate nell'ufficio del dottor Tyrell furono cambiate nella parte superiore, perché non era possibile ricreare sul set in modo credibile gli effetti di luce che il sole avrebbe dovuto produrre.
L'unica scenografia costruita per il film fu il set della strada: vennero utilizzati alcuni palazzi a due piani, montando sulle facciate i tubi dell'aria condizionata per dare l'impressione che fossero palazzi antichi adattati alle nuove tecnologie. Per ovviare al fatto che i palazzi del set erano bassi, mentre la città era formata da grattacieli, si decise di girare le riprese esterne di notte e di creare un'atmosfera densa di fumo a causa dell'inquinamento.

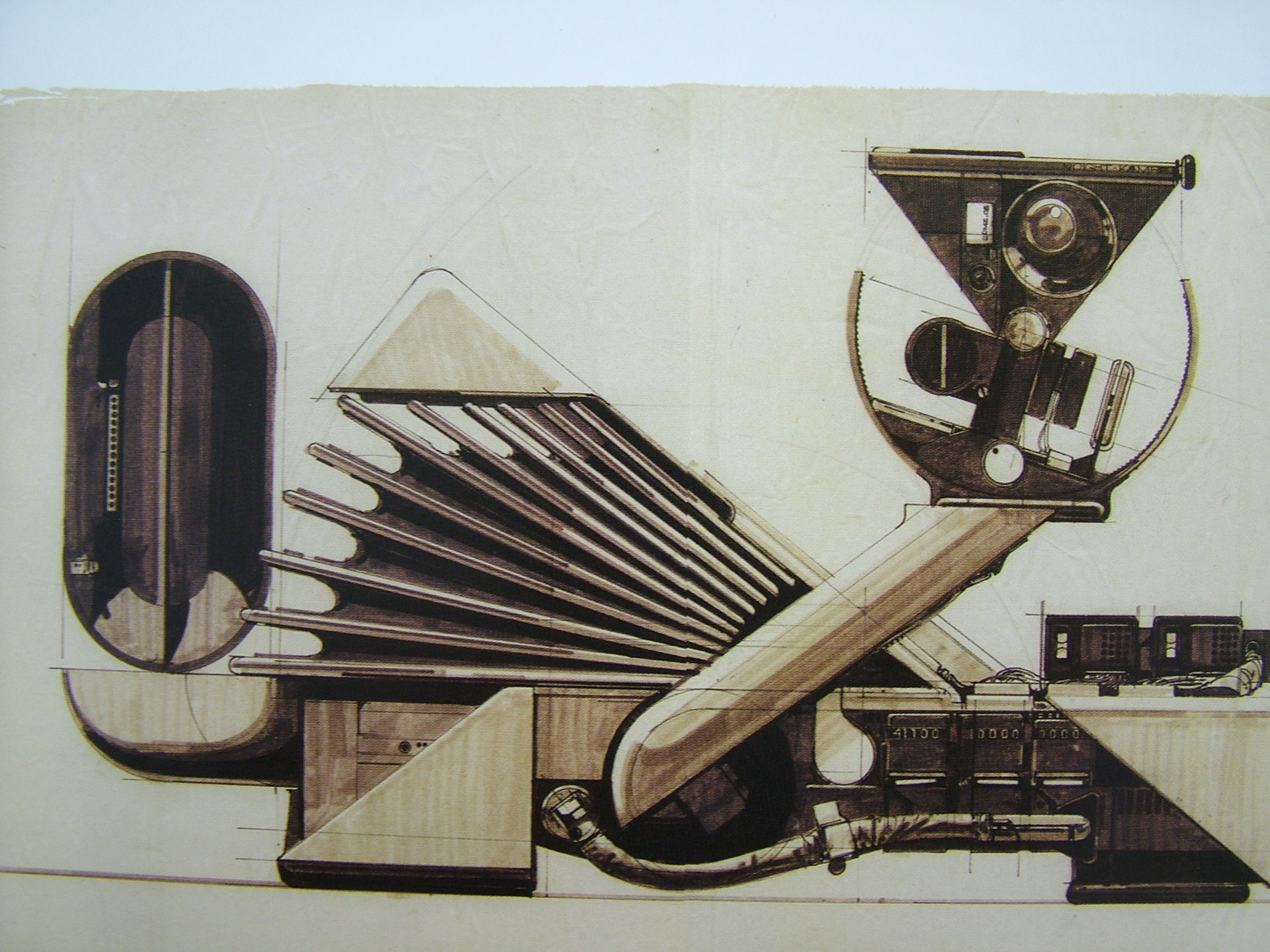
Disegno del poligrafo Voight-Kampff

Per evocare i progressi tecnologici del futuro, furono introdotte nel film delle vetture volanti chiamate spinner, utilizzate dalla polizia per sorvegliare la popolazione e svolgere mansioni di pattugliamento. Uno spinner può essere guidato come un veicolo tradizionale terrestre e decollare verticalmente come un velivolo VTOL. Per decollare e volare, uno spinner utilizza tre propulsori differenti: un motore a combustione interna, un motore a reazione e l'antigravità. I disegni concettuali di Mead vennero usati da Gene Winfield per realizzare 25 modelli funzionanti, assemblati da una squadra di 50 persone in poco più di cinque mesi di tempo.
La macchina Voight-Kampff è un poligrafo utilizzato dai blade runner per osservare le reazioni fisiologiche di un individuo e determinare se si tratta di un replicante. Il dispositivo misura diversi parametri, come la respirazione, la frequenza cardiaca, la dilatazione della pupilla e l'arrossamento involontario in risposta a domande emozionalmente provocatorie. Nel film i replicanti Leon e Rachael sono sottoposti al test e Deckard rivela a Tyrell che in genere ci vogliono 20 o 30 domande per individuare un replicante; in contrasto con quanto affermato nel libro, dove ne bastano "sei o sette" per raggiungere lo scopo.

### Montaggio
Il budget preventivato venne superato di oltre il 10%; Bud Yorkin e Jerry Perenchio fecero allora leva su una clausola del contratto che permetteva loro in questo caso di licenziare il regista e Scott mantenne il posto solo grazie all'intervento di Alan Ladd, Jr., presidente della The Ladd Company. Il montaggio del film si svolse in Inghilterra nell'estate del 1981. Numerose scene dovettero essere tagliate affinché la durata della pellicola non superasse le due ore, come richiesto dalla produzione. Furono così eliminate le sequenze in cui Deckard visita Holden in ospedale e quella in cui sogna un unicorno, mentre altre vennero pesantemente tagliate, principalmente quelle girate nell'appartamento di Deckard in cui compare anche Rachael.
Dopo alcune anteprime in cui i produttori non compresero numerosi elementi del film, e le reazioni del pubblico furono sostanzialmente negative, si decise di inserire una voce narrante fuori campo per facilitare la comprensione di alcuni aspetti della storia. Al regista non piacque l'idea della voce fuori campo e non partecipò alla stesura finale dei testi. Venne inoltre richiesto di modificare il finale per rendere il film meno cupo, quindi vennero girate delle scene con Deckard e Rachael in auto su una strada immersi in un bosco. Scott pensò di fare delle riprese da elicottero per dare un'idea migliore dell'unica scena in cui compare la natura, ma ci sarebbe voluto troppo tempo e troppo denaro, quindi pensò di chiedere a Stanley Kubrick di utilizzare delle scene girate per l'inizio di Shining, sapendo che Kubrick sicuramente avrebbe avuto a disposizione settimane di riprese da elicottero scartate, e infatti così fu. Harrison Ford non gradì le modifiche effettuate ma fu costretto dalla produzione a registrare le battute per la voce narrante:
(Harrison Ford)

## Colonna sonora
La colonna sonora di Blade Runner è stata composta da Vangelis, fresco vincitore dell'Oscar alla migliore colonna sonora per il suo lavoro su Momenti di gloria nel 1981. La composizione alterna melodie classiche a suoni futuristici creati al sintetizzatore, per riflettere lo stile noir e rétro voluto da Ridley Scott per il suo film. Scott si è anche servito del compositore e pianista Peter Skellern per alcuni arrangiamenti, di Demis Roussos, che canta il brano introduttivo Tales of the Future, e di Don Percival, che interpreta invece One More Kiss, Dear. Il sassofonista jazz Dick Morrissey, collaboratore di lunga data di Vangelis, esegue l'assolo di Love Theme. Un complesso tradizionale giapponese e il suonatore di arpa Gail Laughton hanno contribuito anch'essi alla colonna sonora con un brano ciascuno.
Nonostante la buona accoglienza di pubblico e critica, le nomination nel 1983 per un BAFTA e un Golden Globe come miglior colonna sonora e l'annuncio della pubblicazione di un album da parte della Polydor Records nei titoli di coda del film, la colonna sonora ufficiale non venne pubblicata che dieci anni più tardi. Per colmare questa lacuna la New American Orchestra ne registrò nel 1982 una versione orchestrale. Alcuni brani vennero pubblicati nel 1989 nella raccolta Vangelis: Themes, ma fu solo nel 1992, con l'uscita dell'edizione director's cut, che la colonna sonora completa trovò la sua pubblicazione in un album ufficiale. Questo ritardo incoraggiò inoltre la circolazione di numerose registrazioni pirata.
Nel 2007, in occasione dell'uscita della versione final cut, è stato pubblicato un cofanetto di tre CD con musiche del film, intitolato Blade Runner Trilogy. Il primo disco è una riedizione dell'album del 1994, il secondo contiene una selezione di musica composta per il lungometraggio ma non utilizzata nel montaggio finale, mentre il terzo CD costituisce un album inedito di Vangelis a celebrazione del 25º anniversario del film.

## Distribuzione

### Versioni
Esistono diverse versioni di Blade Runner. La versione di lavoro originale (Workprint Version) venne proiettata durante degli screening selezionati a Denver e Dallas nel marzo 1982. L'accoglienza sostanzialmente negativa da parte del pubblico presente portò a introdurre delle modifiche alla pellicola, come l'aggiunta di un lieto fine e di una voce narrante fuori campo. La Workprint Version venne proiettata senza l'approvazione di Ridley Scott al Los Angeles Fairfax Theater nel maggio 1990, a un evento della Academy of Motion Picture Arts and Sciences nell'aprile 1991, e a settembre e ottobre 1991 al Los Angeles NuArt Theater e al San Francisco Castro Theater. Una seconda versione è stata presentata unicamente a San Diego nel maggio 1982 (San Diego Sneak Preview). A eccezione di tre brevi scene supplementari essa è identica alla versione cinematografica statunitense.
La versione cinematografica statunitense, contenente le modifiche successive alla Workprint Version, uscì nel giugno 1982. La versione internazionale, invece, proiettata nelle sale del resto del mondo, include alcune scene piuttosto violente e assenti nella versione statunitense, come quella in cui Roy preme i pollici negli occhi del dottor Tyrell o quella in cui si conficca un chiodo nel palmo della mano durante l'inseguimento a Deckard. Nel 1986 uscì negli Stati Uniti un’ulteriore versione, pesantemente tagliata per rispondere alle esigenze di una trasmissione televisiva.
La prima modifica sostanziale al film risale alla director's cut del 1992, una versione del regista rieditata sotto la supervisione di Michael Arick e più fedele alla prima versione di lavoro della pellicola. Venne rimossa la voce narrante fuori campo così come il lieto fine della fuga di Deckard e Rachael, inoltre venne inserita la scena in cui Deckard sogna un unicorno. Quest'ultima, congiunta alla sequenza finale in cui Rachael colpisce con la scarpa l'origami di unicorno, insinua il dubbio, assente nelle altre versioni, che lo stesso Deckard possa essere un replicante. Secondo questa interpretazione, Gaff, il collega di Deckard che lascia l'origami nel suo appartamento, sarebbe a conoscenza dei sogni di Deckard, portando alla conclusione che i ricordi dell'uomo siano artificiali come quelli degli altri replicanti; ipotesi tra l'altro avvalorata dallo stesso Scott.
(Ridley Scott)
Nelle versioni precedenti si affermava che sei replicanti erano fuggiti dalle colonie extramondo e che uno di loro era stato catturato durante la loro prima vista alla Tyrell Corporation, mentre poi di fatto i replicanti rimasti erano quattro. Questo perché la sceneggiatura aveva inizialmente previsto una quinta replicante, Mary, che sarebbe dovuta morire di "morte naturale" nel prosieguo del film. In seguito si decise di eliminare il personaggio di Mary, ma la frase sul campo elettrico non fu cambiata, creando un'incongruenza che fu eliminata soltanto nella director's cut.
L'edizione The Final Cut, uscita al cinema nel 2007, è considerata la versione definitiva della pellicola e l'unica in cui a Scott è stata concessa totale libertà artistica. Rispetto alla director's cut, essa presenta delle modifiche estetiche minori, tra cui piani di transizione, sfondi migliorati e voci ri-sincronizzate. Inoltre l'immagine e il suono sono stati restaurati digitalmente e rimasterizzati.

### Data di uscita
Le date di uscita cinematografiche internazionali del film, suddivise per versione, sono state:

#### Versione cinematografica statunitense e internazionale
- Italia: Blade Runner, giugno 1982 (Fantafestival), settembre 1982 (Mostra internazionale d'arte cinematografica), 14 ottobre 1982
- Stati Uniti: Blade Runner, 25 giugno 1982
- Giappone: Blade Runner, 3 luglio 1982
- Argentina: Blade Runner, 15 luglio 1982
- Brasile: Blade Runner, 26 luglio 1982
- Spagna: Blade Runner, 21 agosto 1982
- Regno Unito: Blade Runner, 9 settembre 1982
- Svezia: Blade Runner, 10 settembre 1982
- Francia: Blade Runner, 15 settembre 1982
- Danimarca: Blade Runner, 24 settembre 1982
- Finlandia: Blade Runner - Metropolis 2020, 1º ottobre 1982
- Germania Ovest: Der Blade Runner, 14 ottobre 1982
- Paesi Bassi: Blade Runner, 11 novembre 1982
- Australia: Blade Runner, 16 dicembre 1982
- Hong Kong: Blade Runner, 22 dicembre 1982
- Norvegia: Blade Runner, 28 gennaio 1983
- Portogallo: Blade Runner - Perigo Iminente, febbraio 1983 (Festival internazionale del cinema di Porto), 25 febbraio 1983
- Colombia: Blade Runner, 16 marzo 1983
- Filippine: Blade Runner, 26 maggio 1984 (Davao)
- Ungheria: Szárnyas fejvadász, 23 giugno 1988

#### Director's cut
- Stati Uniti: Blade Runner: The Director's Cut, 11 settembre 1992
- Giappone: Blade Runner: The Director's Cut, 10 ottobre 1992
- Italia: Blade Runner: Director's Cut, novembre 1992 (Torino film festival), maggio 1993
- Finlandia: Blade Runner: Director's Cut, 20 novembre 1992
- Regno Unito: Blade Runner: The Director's Cut, 27 novembre 1992
- Svezia: Blade Runner: Director's Cut, 4 dicembre 1992
- Spagna: Blade Runner: Director's Cut, 29 dicembre 1992
- Norvegia: Blade Runner: Director's Cut, 14 gennaio 1993
- Portogallo: Blade Runner: Director's Cut, febbraio 1993 (Festival internazionale del cinema di Porto)
- Argentina: Blade Runner: Director's Cut, 18 febbraio 1993
- Paesi Bassi: Blade Runner: Director's Cut, 8 aprile 1993 (Amsterdam)
- Corea del Sud: Blade Runner: The Director's Cut, 8 maggio 1993
- Australia: Blade Runner: The Director's Cut, 22 luglio 1993

#### The Final Cut
- Italia: Blade Runner: The Final Cut, 1º settembre 2007 (Mostra internazionale d'arte cinematografica)
- Stati Uniti: Blade Runner: The Final Cut, 29 settembre 2007 (New York Film Festival), 5 ottobre 2007 (New York, Los Angeles)
- Canada: Blade Runner: The Final Cut, 9 novembre 2007 (Toronto)
- Australia: Blade Runner: The Final Cut, 11 novembre 2007 (Sydney), 15 novembre 2007 (Melbourne)
- Spagna: Blade Runner: The Final Cut, 16 novembre 2007
- Giappone: Blade Runner: The Final Cut, 17 novembre 2007
- Regno Unito: Blade Runner: The Final Cut, 23 novembre 2007
- Francia: Blade Runner: The Final Cut, 5 dicembre 2007
- Norvegia: Blade Runner: The Final Cut, 1º agosto 2008

### Divieti
Il film fu distribuito con il visto censura "divieto di visione ai minori di 17 anni non accompagnati" negli Stati Uniti per violenza e brevi scene di nudo. Nel resto del mondo ha ricevuto valutazioni generalmente più basse e varie: film per tutti in Italia, 12 in Francia, 13 in Spagna, 14 in Brasile e Cile, 15 in Australia, Danimarca, Svezia e Irlanda, 16 in Finlandia, Argentina, Norvegia, Nuova Zelanda, Singapore e Islanda, 18 in Corea del Sud. Nel Regno Unito il film ha ricevuto nella prima edizione un visto censura "divieto ai minori di 14 anni", poi alzato ai minori di 15 anni per le riedizioni successive; nella prima uscita in Germania dell'Est, invece, il film era consigliato a maggiori di 16 anni, per poi scendere a maggiori di 12 anni nelle uscite seguenti.

### Edizioni home video
La prima versione cinematografica del film uscì in VHS e Betamax nel 1983, poi in formato Laserdisc nel 1987. La director's cut uscì in VHS e Laserdisc nel 1993. Nel marzo 1997 fu la volta dell'edizione DVD, di qualità assai mediocre, perché, a causa della popolarità della pellicola, il film fu uno dei primi a essere pubblicato in tale formato. L'edizione The Final Cut venne pubblicata in DVD, HD DVD e Blu-ray Disc il 18 dicembre 2007, in versione disco singolo, due dischi e in cofanetto. Il cofanetto è stato venduto in due versioni, da quattro o da cinque dischi, contenenti tutte le versioni del film, tre commenti audio al lungometraggio – uno di Ridley Scott, uno dei produttori e degli scenografi e l'ultimo della squadra degli effetti speciali – il documentario making of del film, Dangerous Days, della durata di più di tre ore e mezzo e altri extra.

## Accoglienza

### Incassi
Blade Runner debuttò al cinema in 1 295 sale il 25 giugno 1982. La data venne scelta dal produttore Alan Ladd, Jr., che la considerava il suo "giorno fortunato" dal momento che i suoi due film di maggior successo, Guerre stellari e Alien, erano usciti in date simili – il 25 maggio del 1977 e del 1979 rispettivamente. L'incasso del primo fine settimana di proiezione fu un deludente 6,15 milioni di dollari. Nonostante questo risultato collocasse la pellicola al secondo posto nella lista dei film con maggiore incasso in quel weekend, venne superato nelle settimane successive da altri film di fantascienza come La cosa, Star Trek II - L'ira di Khan ed E.T. l'extra-terrestre, un film di fantascienza "rassicurante", diametralmente opposto alla distopia rappresentata in Blade Runner. L'uscita contemporanea di queste pellicole e il fatto che il pubblico appassionato di fantascienza si fosse ormai abituato allo stile di Guerre stellari, costituirono le principali ragioni di questo deludente risultato al botteghino.
A fronte di un budget stimato in circa 28 milioni di dollari, Blade Runner ottenne un incasso totale in patria di circa 27,5 milioni. In seguito, l'uscita della director's cut che incassò circa 3,75 milioni, seguita dalla Final Cut del 2007 che generò 1,5 milioni di introiti, portarono l'incasso totale del film negli Stati Uniti alla cifra di circa 32,8 milioni di dollari. Nonostante l'esito deludente in Nord America, il pubblico internazionale accolse positivamente la pellicola, con frequenti riproiezioni nei cinema di tutto il mondo che la resero un film di culto.

### Critica
Il film polarizzò la critica al momento della sua uscita: alcuni ebbero l'impressione che la sostanza fosse stata sacrificata alla forma e agli effetti speciali e giudicarono che il lungometraggio non si presentava propriamente di azione e di avventura come era stato suggerito dalla campagna pubblicitaria; altri invece lo lodarono per via della sua complessità e affermarono che avrebbe retto alla prova del tempo. Negli Stati Uniti una critica diffusa fu il ritmo eccessivamente lento, che sminuiva gli altri suoi punti di forza; Sheila Benson del Los Angeles Times lo soprannominò infatti "Blade Crawler". Pat Berman del The State lo descrisse invece come "pornografia fantascientifica". Di contro Pauline Kael esaltò le scenografie "straordinarie" della megalopoli e affermò che Blade Runner «possiede il suo stile unico, è un film di fantascienza visionario che ha il suo stile proprio non può essere ignorato – ha il suo posto nella storia del cinema». In Francia, Philippe Manœuvre di Métal Hurlant è uno dei critici più accaniti della pellicola, affermando che Dick si starebbe rivoltando nella tomba alla vista dell'adattamento. La voce narrante generò critiche miste, mentre il lieto fine venne perlopiù percepito in modo negativo; il settimanale tedesco Der Spiegel scrisse che l'happy ending del film era una «fraintesa concessione ai riti del cinema» e David Pirie della rivista Time Out aggiunse: «la narrazione dell'eroe e il finale danno l'impressione di provenire da un altro film».
Le critiche sono diventate molto più positive con il passare del tempo e a partire dall'uscita della versione director's cut. Roger Ebert gli assegnò tre stelle su quattro, lo elogiò per essere divenuto «uno dei riferimenti visuali del cinema moderno», ma trovò la storia banale e troppo debole. Nonostante fosse soddisfatto dalle buone interpretazioni di Harrison Ford, Sean Young e Rutger Hauer, valutava il film "poco convincente" nella presentazione delle relazioni umane, soprattutto per quanto riguarda la storia d'amore tra Deckard e Rachael. Nel 2007, dopo l'uscita della Final Cut, Ebert cambiò la sua opinione iniziale e aggiunse il film alla sua lista dei Great Movies: «Ho avuto la conferma», spiegò, «che i miei passati problemi con Blade Runner rappresentano un fallimento del mio gusto e immaginazione, ma se il film era perfetto, perché Sir Ridley ha continuato ad armeggiarci [così a lungo]?». Desson Howe del Washington Post lo definisce «formidabile a tutti i livelli: la storia basata sulla ricerca inutile dell'immortalità, la messa in atto fenomenale di Ridley Scott, gli incredibili scenari futuristi e le interpretazioni commoventi, soprattutto quella di Rutger Hauer». Entertainment Weekly gli assegna la valutazione A-, mentre Adam Smith della rivista Empire lo gratifica con il voto massimo di cinque stelle su cinque, definendolo un "autentico capolavoro" che ha beneficiato, nella sua versione Final Cut, di una restaurazione della qualità dell'immagine "quasi miracolosa".
Il sito di recensioni Rotten Tomatoes attesta una percentuale di gradimento dell'89%, con una media voto di 8.5/10 basata sulle valutazioni di 127 critici. La descrizione generale recita: «Frainteso quando venne trasmesso per la prima volta nei cinema, l'influenza del misterioso, neo-noir Blade Runner di Scott è cresciuta nel tempo. Un capolavoro di fantascienza visivamente straordinario e dolorosamente umano». Su Metacritic il film detiene una valutazione di 88/100, sintetizzata con "plauso universale", basato sui commenti di 10 revisori professionisti.

### Temi trattati e analisi
Nonostante Blade Runner si presenti apparentemente come un film d'azione, esso opera a diversi livelli drammatici e narrativi. Deve molto alle convenzioni del genere noir: l'antieroe taciturno, solitario e dalla dubbia moralità, che preferisce prendere le distanze dalla società piuttosto che integrarvisi; la narrazione fuori campo del protagonista; la femme fatale seducente ma problematica. L'ambientazione stessa risente di questa corrente, visibile nella pioggia incessante e nell'atmosfera scura, ombrosa e opprimente. Inoltre, sebbene la storia del romanzo si svolga a San Francisco, l'azione del film viene spostata a Los Angeles, città mitica e ricorrente del noir, in cui sono ambientati ad esempio i romanzi di Raymond Chandler e James Ellroy. La mescolanza di elementi futuristici e degli anni 1940, o di altre epoche, così come il lavoro di Scott sulle luci, hanno condotto i critici a qualificare lo stile del film come retrofuturistico.

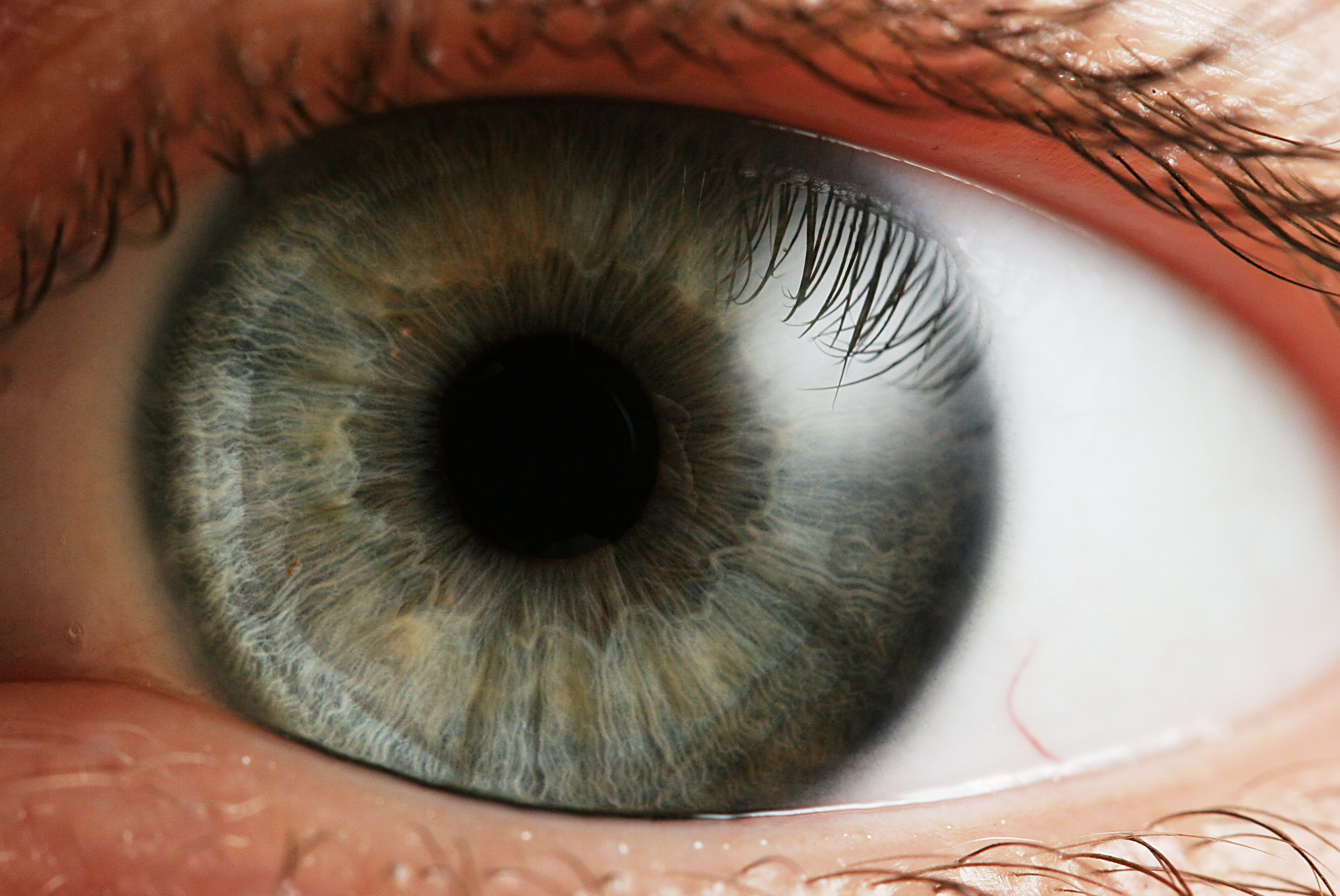
L'immagine dell'occhio ricorre frequentemente nella pellicola: nella sequenza iniziale le luci e le esplosioni della città si rispecchiano nell'iride di un lavoratore della Tyrell Corporation, i replicanti fanno visita al progettista degli occhi dei Nexus 6, il test Voight-Kampff usato per distinguere i replicanti degli umani si effettua con un oculare puntato sull'occhio e Roy Batty conficca i pollici nei bulbi oculari del dottor Tyrell.

Una sensazione di paranoia pervade la pellicola: le corporazioni prosperano opprimendo la popolazione, la polizia è onnipresente e i megaschermi della pubblicità spuntano a ogni angolo della strada. Ridley Scott ha descritto il film come «estremamente dark, sia letteralmente che metaforicamente, con una strana vena masochistica»; una spiegazione di ciò potrebbe essere la volontà del regista di "esplorare il dolore" sulla scia della morte del fratello, come affermò lo stesso Scott nel 2002 in un'intervista a The Observer. Le conseguenze dell'uomo sull'ambiente sono visibili su scala planetaria, con la totale assenza di vita naturale, animali artificiali che sostituiscono i loro estinti predecessori, sovraffollamento e, nelle città maggiori come Los Angeles, una coltre di fumo e smog che impedisce ai raggi solari di raggiungere il suolo. Questo ambiente oppressivo e ostile giustifica la migrazione di molti umani verso le colonie extramondo, più volte menzionate nel film. Il tema distopico affrontato in Blade Runner è uno dei primi esempi di concetti cyberpunk esportati nel cinema. Gli occhi sono un motivo ricorrente e simboleggiano la capacità di cogliere la realtà, mettendo in dubbio l'abilità dell'uomo di percepirla o di ricordarla con precisione. Allo stesso modo, l'ossessione che i replicanti hanno per le fotografie costituisce il tentativo di aggrapparsi a una memoria affettiva, che però in realtà è stata loro impiantata da altri.
Il fatto che i personaggi femminili principali tendano a presentare la donna come un oggetto – Pris è un modello di androide "da piacere", Zhora è una danzatrice erotica, mentre Rachael soccombe senza troppa insistenza alle avance di Deckard – e che Pris e Zhora, anche se donne forti e indipendenti, siano i soli replicanti uccisi direttamente da Deckard, mentre le loro controparti maschili muoiano in circostanze diverse, hanno generato delle accuse di misoginia. Simon H. Scott, tuttavia, afferma che la figura della donna in Blade Runner vada letta alla luce della cornice postmodernista in cui si colloca il film; non quindi come un simbolo di misoginia, quanto come una rappresentazione degli stereotipi della società contemporanea.
Il film presenta numerosi riferimenti e allegorie religiose. I replicanti dalle capacità sovrumane sono creati dal dottor Tyrell (Dio) e il loro ritorno dalle colonie extramondo (paradiso) ne fa degli angeli caduti; il ribelle Roy Batty presenta infatti numerose similitudini con Lucifero, che diventano evidenti quando cita, variandolo, un estratto dell'opera di William Blake America a Prophecy: Fiery the angels fell... (lett. "Fieramente caddero gli angeli") al posto di Fiery the angels rose... (lett. "Fieramente si alzarono gli angeli"). D'altronde, nel finale del film, Batty si perfora il palmo della mano con un chiodo, richiamando la figura di Gesù, e la colomba, simbolo cristiano dello spirito santo, che prende il volo dalle sue mani, sembra portare il suo spirito in cielo. L'ambientazione stessa, con la pioggia incessante, le esplosioni, i fuochi, sembra richiamare scenari apocalittici e il diluvio universale.
Blade Runner si interroga sulle possibilità offerte dall'eugenetica e dalla clonazione nella creazione di replicanti e sulle implicazioni morali, etiche e religiose derivanti. In questo senso si presenta come un racconto morale assimilabile a Frankenstein di Mary Shelley. Da questo punto di vista, uno dei temi centrali del lungometraggio è la questione di che cosa sia e cosa significhi "umanità". Anche se la differenza tra replicanti e umani è fondata essenzialmente sulla mancanza d'empatia nei primi, gli androidi sono presentati come degli esseri capaci di compassione – Batty arriva a salvare la vita a Deckard – e di preoccuparsi gli uni degli altri. Il ribaltamento di prospettiva è completato dal fatto che le figure umane sono invece fredde, distanti ed egoiste, mentre la folla nelle strade è anonima e impersonale. La questione se Deckard sia un umano o un replicante è stata dibattuta fin dall'uscita del film. I produttori e Harrison Ford volevano che Deckard fosse umano, mentre Hampton Fancher preferiva mantenere una certa ambiguità; Scott, invece, ha confermato che nella sua visione Deckard è un replicante. La sequenza onirica dell'unicorno, inserita dalla versione director's cut, insieme all'origami lasciato da Gaff, è considerata da molti una prova del fatto che Deckard sia un replicante, poiché Gaff avrebbe avuto accesso ai ricordi artificiali del Blade Runner. Questa interpretazione è messa in dubbio da alcuni, che affermano che la mancanza di una risposta definitiva è cruciale per cogliere il messaggio centrale del film. Questa voluta ambiguità, incertezza e ricchezza testuale permette agli spettatori di interpretare il film secondo il loro gusto personale.

## Riconoscimenti
Blade Runner ha vinto o è stato candidato ai seguenti riconoscimenti:
- 1983 - Premio Oscar[128]
  - Candidatura per la migliore scenografia a Lawrence G. Paull, David L. Snyder e Linda DeScenna[129]
  - Candidatura per i migliori effetti speciali a Douglas Trumbull, Richard Yuricich e David Dryer[129]
- 1983 - Golden Globe[130]
  - Candidatura per la miglior colonna sonora a Vangelis
- 1983 - Premio BAFTA[131]
  - Migliore fotografia a Jordan Cronenweth
  - Migliori costumi a Charles Knode e Michael Kaplan
  - Migliore scenografia a Lawrence G. Paull
  - Candidatura per il miglior trucco a Marvin G. Westmore
  - Candidatura per il miglior montaggio a Terry Rawlings
  - Candidatura per il miglior sonoro a Peter Pennell, Bud Alper, Graham V. Hartstone e Gerry Humphreys
  - Candidatura per la migliore colonna sonora a Vangelis
  - Candidatura per i migliori effetti speciali a Douglas Trumbull, Richard Yuricich e David Dryer
- 1982 - LAFC Award
  - Migliore fotografia a Jordan Cronenweth
- 1982 - British Society of Cinematographers
  - Candidatura per la migliore fotografia a Jordan Cronenweth
- 1983 - Premio Hugo[132]
  - Migliore rappresentazione drammatica
- 1983 - London Critics Circle Film Awards
  - Special Achievement Award a Lawrence G. Paull, Douglas Trumbull e Syd Mead
- 1983 - Saturn Award
  - Candidatura per il miglior film di fantascienza
  - Candidatura per la migliore regia a Ridley Scott
  - Candidatura per il miglior attore non protagonista a Rutger Hauer
  - Candidatura per i migliori effetti speciali a Douglas Trumbull e Richard Yuricich
- 1983 - Festival internazionale del cinema di Porto
  - Candidatura al Premio internazionale del film fantastico al miglior film a Ridley Scott

## Influenza culturale

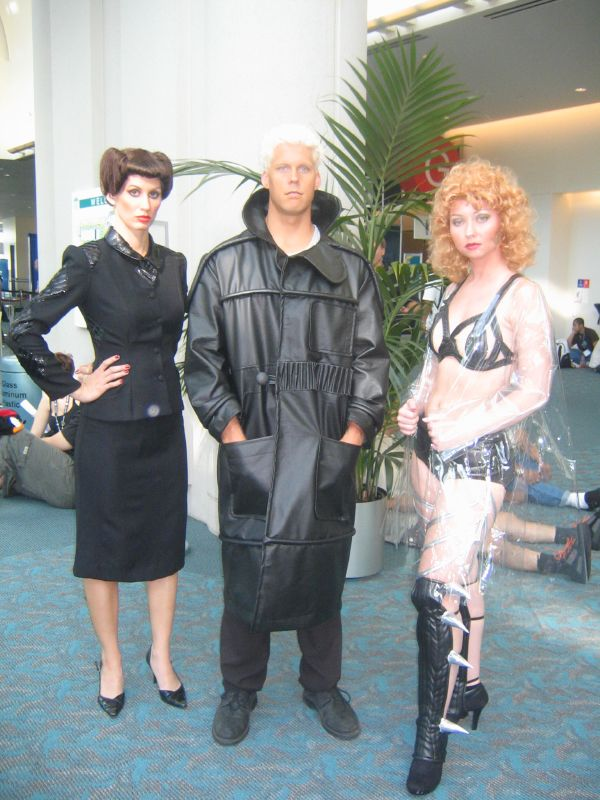
Da sinistra: cosplayer nei panni dei replicanti Rachael, Roy Batty e Zhora Salome al San Diego Comic-Con International del 2007

Anche se inizialmente non ebbe successo nel Nord America, Blade Runner raggiunse una buona popolarità a livello internazionale e si guadagnò rapidamente uno status di film di culto. A distanza di anni dalla sua uscita, Blade Runner si mantiene un film ancora molto attuale ed è considerato uno dei migliori esempi di cinema di fantascienza di tutti i tempi. Nel 1993 è stato scelto per essere conservato nel National Film Registry della Biblioteca del Congresso degli Stati Uniti d'America, in virtù della sua importanza culturale, storica ed estetica, ed è frequentemente utilizzato in lezioni universitarie. È stato eletto il miglior film di fantascienza in un sondaggio condotto nel 2004 tra 60 eminenti scienziati di tutto il mondo. Nel 2007 l'American Film Institute lo ha posizionato al 97º posto nella classifica AFI's 100 Years... 100 Movies e l'anno successivo accede al sesto posto nella lista dei 10 migliori film di fantascienza. È stato nominato il secondo film visivamente più influente di tutti i tempi dalla Visual Effects Society, dietro a Guerre stellari.
La pellicola costituisce uno dei punti di riferimento del genere cyberpunk. Il suo stile dark e il design futuristico fissarono lo standard di molte opere di fantascienza a venire, tra cui film, anime, videogiochi e programmi televisivi. Ronald D. Moore e David Eick, i produttori di Battlestar Galactica, hanno citato Blade Runner come una delle maggiori influenze per la loro serie televisiva e l'ambientazione della serie a fumetti Nathan Never è fortemente ispirata alla pellicola. Blade Runner viene considerato inoltre una importante fonte di ispirazione per la storia e lo stile della serie di film Ghost in the Shell, a sua volta un caposaldo del genere noir-futuristico.
Tra i film di fantascienza o fantastici direttamente ispirati a Blade Runner vi sono Terminator (1984), Brazil (1985), Allucinazione perversa (1990), Terminator 2 - Il giorno del giudizio (1991), Il quinto elemento (1997), Dark City (1998) e Inception (2010). La serie televisiva anime Bubblegum Crisis mostra forti influenze della pellicola. Il lungometraggio Soldier (1998), scritto sempre da David Webb Peoples, è ambientato nello stesso universo narrativo di Blade Runner e ne è considerato uno spin-off. La storia fa riferimento anche ai luoghi misteriosi citati da Roy Batty nel suo monologo finale: le "porte di Tannhäuser" e i "bastioni di Orione", dove il protagonista del film Todd ha combattuto due delle sue battaglie. La serie televisiva Total Recall 2070 era inizialmente pensata come uno spin-off del film Atto di forza (Total Recall), ma venne trasformato in un ibrido tra il lungometraggio e Blade Runner. Gli spinner sono in seguito apparsi in altri film fantascientifici come Ritorno al futuro - Parte II (1989) e Solar Crisis (1990).
Blade Runner ha influenzato numerosi videogiochi d'avventura come Cypher, Rise of the Dragon, Snatcher, Beneath a Steel Sky, Flashback: The Quest for Identity, il gioco di ruolo Shadowrun, lo sparatutto in prima persona Perfect Dark e la serie videoludica Syndicate. Warren Spector ha definito il film una fonte d'ispirazione personale, visibile soprattutto nello stile e nella storia della sua opera più rappresentativa, Deus Ex. L'ambientazione del lungometraggio, caratterizzata da oscurità, luci al neon e foschia, è più semplice da renderizzare rispetto a scenari più complessi ed è diventata per questo una scelta piuttosto popolare tra gli sviluppatori di videogiochi. Blade Runner è stato oggetto anche di alcune parodie, come i fumetti Blade Bummer, pubblicato sulla rivista Crazy Magazine, e Bad Rubber di Steve Gallacci, o la miniserie del 2009 Red Dwarf: Back to Earth, sequel della serie Red Dwarf.
Nel 2012 un dispositivo per studiare la macchina di Anticitera ai raggi X è stata battezzata Bladerunner.
L'espressione «Ho visto cose che voi umani...», mutuata dal monologo finale di Roy Batty, dove viene pronunciata in modo leggermente diverso, è stata oggetto di innumerevoli citazioni e parodie ed è entrata nel linguaggio comune, dove è usata scherzosamente in senso analogo all'espressione «ne ho viste delle belle».
Una leggenda metropolitana, sorta negli anni, afferma che il film abbia agito come una sorta di "maledizione" per le aziende i cui loghi erano stati oggetto di product placement in alcune scene. Tra le compagnie apparentemente colpite dalla maledizione vi furono Atari, Bell System, Cuisinart, Pan Am e The Coca-Cola Company, che subirono delle notevoli battute di arresto o addirittura il fallimento nel decennio successivo all'uscita del film.
L'allora illustratore ufficiale degli album del gruppo heavy metal Iron Maiden, Derek Riggs, trasse ispirazione dalle atmosfere del film per la creazione della cover art dell'album Somewhere in Time (1986).

### Classifiche
Blade Runner è stato inserito in numerose classifiche:
- 2001 - 94º nei 100 Best Films of the 20th Century del The Village Voice[167]
- 2002 - 2º nei Top 100 Sci-fi Films of the Past 100 Years della Online Film Critics Society[168]
- 2002 - 45º nei Sight & Sound Top Ten Poll 2002 di Sight & Sound[169]
- 2003 - 9º in The Top 50 Cult Movies di Entertainment Weekly[170]
- 2005 - 47º nei 100 Greatest Movies of All Time di Total Film[171]
- 2005 - "All-Time" 100 Movies del TIME[172]
- 2007 - 97º in AFI's 100 Years... 100 Movies dell'American Film Institute[173]
- 2008 - 6º nei migliori dieci film di fantascienza dell'American Film Institute[6]
- 2008 - 1º negli All-time favorite science fiction film del New Scientist[174]
- 2008 - 20º in The 500 Greatest Movies of All Time del Empire[175]
- 2010 - 1º nei Top 25 Sci-Fi Movies of All Time di IGN[176]
- 2010 - 100 Greatest Movies of All Time di Total Film[177]
- 2012 - 69º nei Sight & Sound 2012 critics top 250 films[178]
- 2012 - 67º nei Sight & Sound 2012 directors top 100 films[179]
- 2014 - 11º in The 301 Greatest Movies Of All Time di Empire[180]

## Altri media

### Romanzi e fumetti
Philip K. Dick rifiutò un'offerta di 400.000 $ per scrivere una trasposizione letteraria del film:
(Philip K. Dick)
Tuttavia una versione letteraria del film, intitolata Blade Runner: a Story of the Future fu scritta da Les Martin e pubblicata nel 1982. Il cacciatore di androidi venne infine ristampato nel 1987 come tie-in al film, con la locandina della pellicola come copertina e il titolo originale tra parentesi sotto al titolo Blade Runner. La Marvel Comics ha pubblicato nel settembre 1982 un adattamento a fumetti del film intitolato A Marvel Comics Super Special: Blade Runner, sceneggiato da Archie Goodwin.
Un amico di Dick, K. W. Jeter, scrisse tre romanzi ufficialmente autorizzati come seguito della storia di Deckard, cercando di risolvere le differenze tra il film e il libro originale. I tre volumi sono:
- Blade Runner 2 (Blade Runner 2: The Edge of Human, 1995), traduzione di Sergio Mancini, I Romanzi Sonzogno, Sonzogno, 1997, ISBN 8845409686[183]
- Blade Runner. La notte dei replicanti (Blade Runner 3: Replicant Night, 1996), traduzione di Gianni Montanari, Il Libro d'Oro 94, Fanucci Editore, 1997, ISBN 8834705572[184]
- Blade Runner 4: Eye and Talon, 2000[185]

### Videogiochi
Esistono due videogiochi d'avventura basati ufficialmente sul film:
- Blade Runner, sviluppato da CRL Group nel 1985 per Commodore 64, Sinclair ZX Spectrum e Amstrad CPC, presenta delle musiche ispirate a Vangelis.
- Blade Runner, prodotto da Westwood Studios e pubblicato nel 1997 per PC.[186]

### Anime
La serie animata in computer grafica Blade Runner: Black Lotus, che espande la storia dei primi due film, è stata distribuita su Adult Swim dal 14 novembre 2021.

## Sequel
Dopo numerosi tentativi infruttuosi nel corso degli anni, nel 2017 è stato realizzato il sequel intitolato Blade Runner 2049. La pellicola è stata diretta da Denis Villeneuve, con Ridley Scott nel ruolo di produttore esecutivo. Il cast principale comprende Ryan Gosling nel ruolo dell'agente K e Harrison Ford che riprende il suo iconico personaggio di Rick Deckard. La sceneggiatura è stata scritta da Hampton Fancher e Michael Green, basandosi sui personaggi del romanzo di Philip K. Dick.